# Бильрот, Теодор

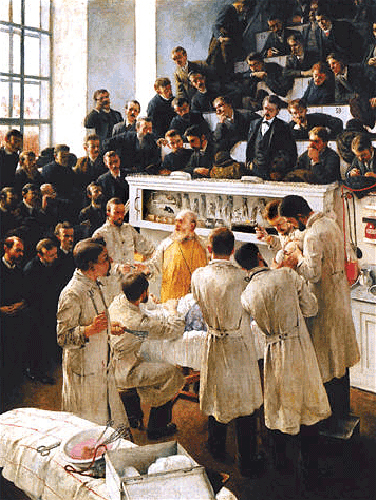
«Теодор Бильрот за операцией», картина Адальберта Зелигманна

Христиан Альберт Теодор Би́льрот (нем. Christian Albert Theodor Billroth, 26 апреля 1829 — 6 февраля 1894) — выдающийся немецкий (австрийский) хирург, один из основоположников современной абдоминальной хирургии. Бильрот известен также как одарённый музыкант и близкий друг Иоганнеса Брамса.

## Вклад в хирургию
Окончив среднюю школу в Грайфсвальде, Бильрот поступил в Грайфсвальдский университет. Впоследствии он обучался в Гёттингенском университете, а степень доктора медицины получил в Берлинском университете.
В 1853—1860 годах Бильрот работал хирургом в клинике «Шарите»; с 1855 года — ассистентом знаменитого хирурга Бернгарда фон Лангенбека. В 1856 году был допущен к чтению лекций в Берлинском университете, а в 1860—1867 годах он был профессором Цюрихского университета, а также руководителем хирургической клиники. В это время Бильрот опубликовал свой ставший классическим учебник «Die allgemeine chirurgische Pathologie und Therapie» («Общая хирургическая патология и терапия», 1863). В это же время он ввёл систему медицинской отчётности, которая предполагала публикацию всех результатов, как плохих, так и хороших, что давало возможность более объективно оценивать заболеваемость и летальность, а также более полноценно сравнивать эффективность различных методов лечения.
В 1867 году он был назначен профессором хирургии в Венском университете; в то же время он работал хирургом во второй хирургической клинике Венского госпиталя (Allgemeine Krankenhaus). Огромная заслуга Бильрота в том, что он активно внедрял чистоту в медицинскую практику: в своем отделении он требовал производить ежедневную уборку, операционные столы стали мыть после каждой операции. Помимо этого он ввёл обязательное ношение ежедневно сменяемых белых халатов для врачей — тем самым традиция ношения грязных сюртуков как доказательство опытности хирурга была пресечена. Все эти меры в значительной степени уменьшили послеоперационную смертность.
С именем Бильрота связан ряд важных достижений хирургии, в частности: первая эзофагэктомия (1871), первая ларингэктомия (1873) и, что особо значимо, первая успешная гастрэктомия (1881) по поводу рака желудка. Бильрот также внёс значительный вклад в модернизацию хирургического образования. Среди его учеников было много выдающихся хирургов (таких как Кохер, Черни, Гуссенбауэр, Винивартер, Микулич, Вельфлер и др.).
Именем Бильрота названа одна из наиболее часто применяемых модификаций хирургических зажимов. Его же имя носят две основные принципиальные схемы резекции желудка (резекции Бильрот-1 и Бильрот-2).

## Бильрот как музыкант
Бильрот был талантливым пианистом и скрипачом. Его связывали тесные отношения с Иоганнесом Брамсом: известно, например, что Брамс часто посылал Бильроту для ознакомления рукописи своих произведений до их публикации; Бильроту посвящены первые два струнных квартета Брамса.
Бильрот является автором сочинения «Wer ist musikalisch?» («Кто такой музыкально одарённый человек?»), которое представляет собой одну из первых попыток подойти к проблеме музыкальной одарённости с научной точки зрения.

## Русские пациенты Бильрота
Т. Бильрот обследовал Н. И. Пирогова, не подтвердив злокачественный характер его язвы на слизистой верхней челюсти, и, учитывая клинические проявления заболевания и возраст пациента, не порекомендовав ему делать операцию (как оказалось впоследствии, это всё же был рак; существует версия, что Бильрот утаил правду умышленно, чтобы не ухудшать состояния Пирогова). Он также консультировал и оперировал Н. А. Некрасова.

## Память о Т. Бильроте
- Именем Бильрота названа одна из улиц Вены (Billrothstraße)[5].
- В 1929 году в Австрии была выпущена юбилейная монета номиналом 2 шиллинга к 100-летию дня рождения Бильрота[6].
- 11 февраля 2009 года австрийский монетный двор выпустил золотую монету номиналом 50 евро с изображением Бильрота[7].